# Ostrolovský Újezd (hrad)
Ostrolovský Újezd je zaniklý hrad (v Památkovém katalogu označený jako tvrziště Újezdec) asi 0,5 km jižně od obce Ostrolovský Újezd v okrese České Budějovice. Stál na ostrožně nad soutokem řeky Stropnice a Vrážského potoka v nadmořské výšce 450 metrů. Dochovaly se z něj pouze příkopy, valy a terénní relikty staveb. Od roku 1975 je chráněn jako kulturní památka (Česko).

## Historie
Hrad zřejmě vznikl ve 14. století, kdy na něm pravděpodobně sídlil Mikšík z Újezdce uváděný zde k roku 1381. Po něm panství patřilo dalším příslušníkům rodu. Připomíná se zde Petr z Újezda (1424) a snad také Diviš z Újezdce (1440). Další dějiny hradu neznáme. Když roku 1534 panství kupoval Petr z Rožmberka, byl hrad už zbořený.

## Stavební podoba

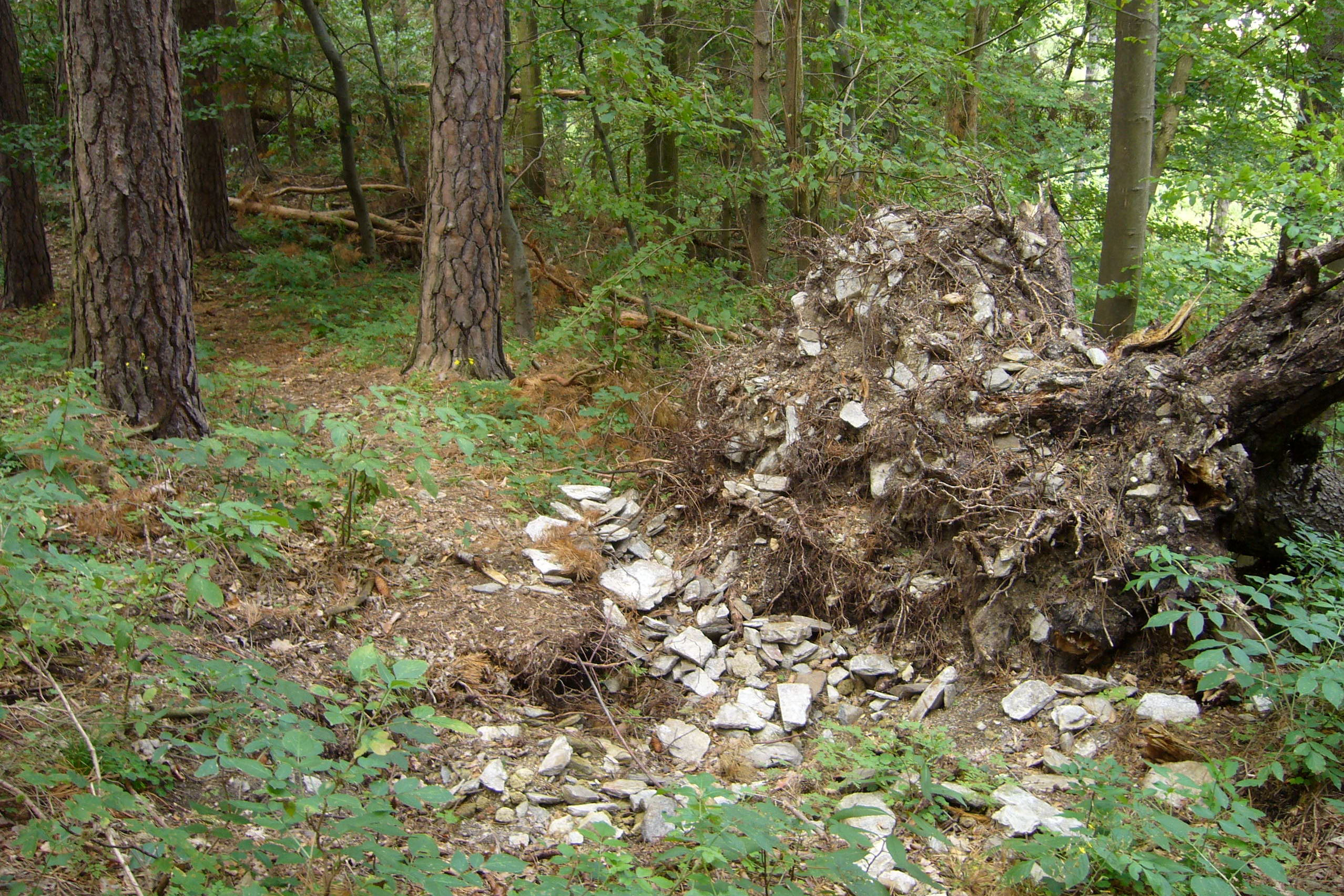
Vývrat ve východním nároží hradního jádra

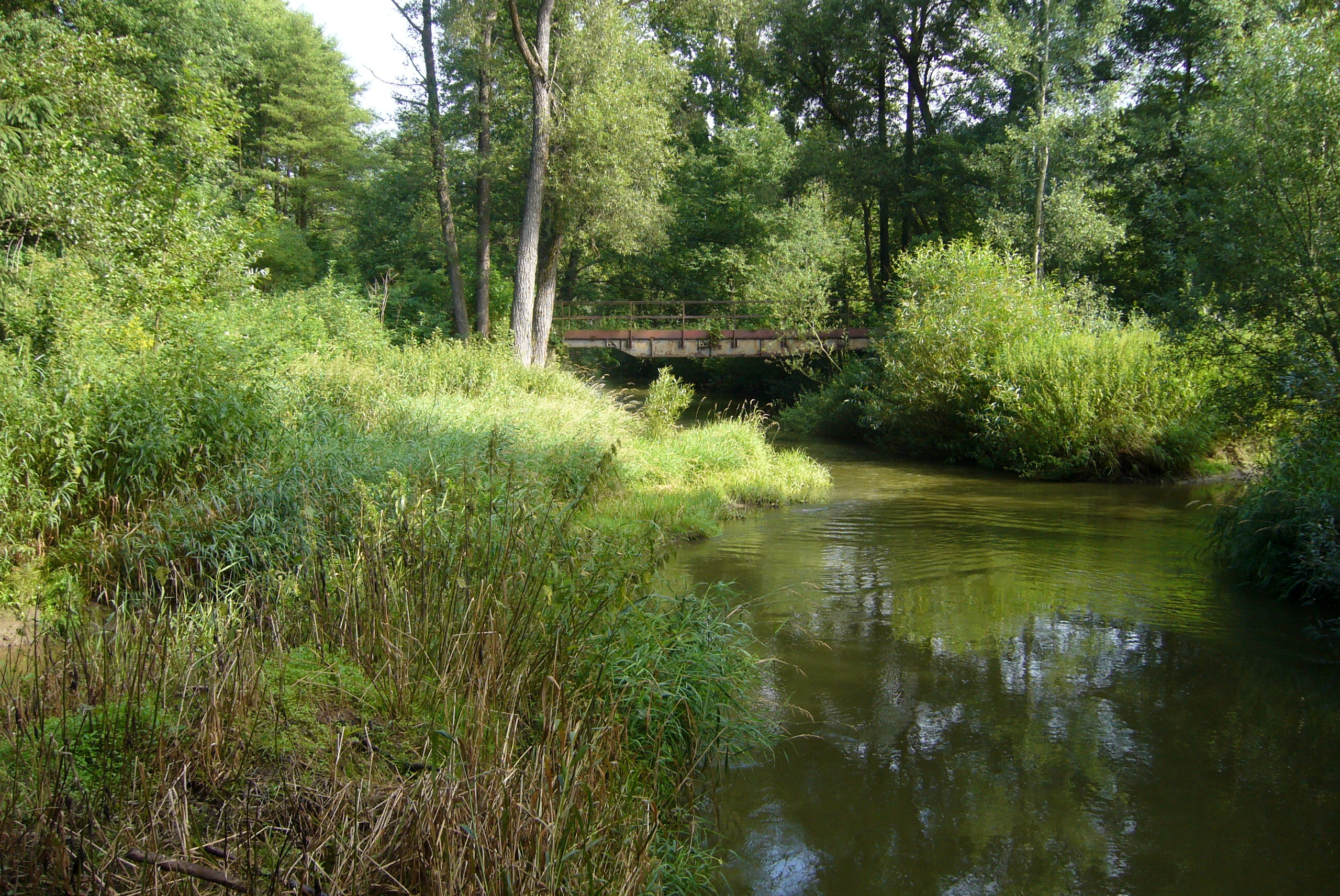
Soutok Stropnice s Vrážským potokem

Hradní areál je jednodílný. Přístupová cesta vedla z jihovýchodu. Z této strany byl hrad chráněn valem a mohutným šíjovým příkopem. Vlastní jádro má obdélný tvar a je pokryto nepřehlednou změtí terénních reliktů bez zřetelných zbytků zdiva. Na severozápadě přetíná opyš další příkop s valem.
Podoba hradu je nejasná. Tomáš Durdík uvádí hypotézy o dvoupalácové dispozici nebo o trojkřídlé zástavbě okolo nádvoří.

## Přístup
Zbytky po malém hrádku nalezneme jižně od vesnice. Stával na nevysoké skalnaté ostrožně, která byla tvořena z jedné strany řekou Stropnicí a z druhé strany malým Vrážským potokem, který svádí vody z polí severně od Rankova a Čeřejova a také z pramenu, který se nachází pod kopcem Na Vrchách.
K ostrožně vede z vesnice cesta, která byla v minulosti značená modrou turistickou značkou (na kmenech stromů u hradu je přebarvena zeleně). Zpočátku v obci je cesta asfaltová, později panelová a nakonec má charakter cesty polní. Říčku Stropnici můžeme přejít buď brodem nebo po lávce, která vede přímo pod ostrožnu se zbytky hradu. Dnes pod ostrožnou vede cyklistická trasa č. 1123.